# Zbigniew Lanckoroński (zm. 1619)
Zbigniew Lanckoroński herbu Zadora (zm. w 1619 roku) – podkomorzy sandomierski w latach 1604–1619.
Najstarszy syn Krzysztofa i Anny Tęczyńskiej, był wybierany posłem z województwa sandomierskiego w 1605, 1609 i 1611. W 1592 r. studiował na uniwersytecie w Padwie. Przeszedł, podobnie jak stryjeczny brat Samuel na katolicyzm. W 1604 r. został podkomorzym sandomierskim. 7 października 1606 roku podpisał ugodę pod Janowcem. Poseł województwa sandomierskiego na sejm zwyczajny 1613 roku.
W 1598 r. ożenił się z Katarzyną Komorowską kasztelanką sądecką Zbigniew Lanckoroński należał do najzamożniejszych obywateli województwa sandomierskiego posiadając znaczne dobra w powiecie wiślickim i sandomierskim z Kurozwękami, Oleśnicą i Kotuszowem. Przez wiele lat procesował się o granice z właścicielami okolicznych włości. 
Po jego śmierci sprawami rodzinnymi zajęła się wdowa, która wraz z krewnym Samuelem zarządzała majątkiem. Zbigniew posiadał 8 synów: Mikołaja (proboszcza oświęcimskiego 1620 r., archidiakona kijowskiego 1631 r., kanonika krakowskiego 1640 r., sekretarza królewskiego 1648 r., zmarł w 1657 r.), Krzysztofa, Andrzeja (zm. 1634 r.), Zygmunta (rotmistrza królewskiego, starostę miastkowskiego, zmarłego w 1651 r.), Jacka (kasztelana przemyskiego 1655 r., starostę stopnickiego zmarłego w 1671 r.), Ludwika (zmarłego w 1676 r.), Aleksandra (podczaszego chełmińskiego 1670 r.) i Stanisława oraz córki: Zofię żonę Gabriela Krasińskiego kasztelana płockiego oraz Elżbietę zonę Jakuba Żeleńskiego cześnika bracławskiego.